# Música cajun
Música cajun é a música dos cajun, população de origem francesa que se refugiou na Luisiana, tendo desenvolvido uma cultura própria.
Enraizada na cultura francesa e língua acadien, oriunda da Acádia no Canadá, surgiu no fim do século XVIII dos acadianos expulsos da Acádia vindo para Luisiana e do Oeste texano. Os vizinhos (não acadianos em USA) passaram a chamá-los de “cadien”, forma simplificada do francês “acadien”, mais tarde adaptada para o inglês “cajun”.
É uma das mais antigas músicas folcóricas dos Estados Unidos.
O cajun é vinculado com o creole (mistura cultural francesa, africana e indígena). Os 'cajuns' eram puristas e resistiram muito a outras influências, mas com o tempo foi formando um bilinguismo, visto que qualquer evolução ou mudança levaria forçosamente à adoção ou da língua inglesa ou de padrões típicos da língua inglesa. Esta influência e bilinguismo tornaram-se o creole cajun.
Embora a cultura creole possua diferenças com em relação ao cajun, é o cajun que o fortalece, exercendo influências recíprocas entre as duas culturas.
A diferença entre música crioula e música cajun é que a música da cultura crioula baseou-se nas mesmas tradições francesas como a música cajun, mas acrescentou a influência da música africana, embora as duas trocam influências, e, com esta troca mais as influencias do blues, tornou-se zydeco. A música acadiana no século XIX sofreu influências dos ritmos africanos, nativos americanos e até do blues.

## História
No início do século XVII, emigrantes franceses chegaram à região do Canadá (Nova Escócia) e fundaram uma colônia batizada de Acádia. Com os conflitos entre Inglaterra e França pelo domínio da América do Norte, e com o controle dos ingleses na região em 1713, sendo estes mais severos, não respeitando as tradições alheias, os ingleses exigem lealdade. Os acadianos declaram sua neutralidade, mas os ingleses invadem o Forte Beauséjour em 1755, até serem perseguidos. No ano de 1763, quando a guerra termina, mais de 10 mil foram capturados ou deportados, além das fugas. Muitos vieram para a Louisiana, então parte do território francês chamado Nova França.

## Músicos e gravações
Um pioneiro na conexão entre os gêneros foi Amédé Ardoin, sendo um dos primeiros a gravar no final da década de 1920. Foi um virtuoso executante do acordeão cajun (uma espécie de bandoneón, apesar de ser chamado "accordion" em inglês).
A primeira gravação de cajun foi a Allons à Lafayette em 1928 por Joe Falcon e Cléoma Breaux. Algumas das primeiras gravações de música cajun que existem foram feitas em Louisiana durante a década de 1920 pelo famoso historiador e folclorista americano Alan Lomax.